# درة بادام سفلي
درة بادام سفلي (بالفارسية: دره‌بادام سفلی) هي قرية تقع في قسم بيشكوة موغوئي الريفي في إيران. يقدر عدد سكانها بـ 116 نسمة .